# David John Martin
Pour les articles homonymes, voir Martin et David Martin.
David John Martin, communément appelé Dave Martin, né le 3 juin 1985 à Erith, dans la banlieue de Londres, est un footballeur anglais, qui évolue depuis 2012 au poste d'ailier droit au club de Luton Town  (cinquième division anglaise).

## Biographie
Après un premier prêt à Derby County au début de l'année 2010, Dave Martin est définitivement transféré de Millwall durant l'intersaison 2010-2011 et signe un contrat de deux ans avec les Rams. En janvier 2011, il est prêté d'abord un mois, puis jusqu'au 26 avril, à Notts County où il joue 11 rencontres.
Non utilisé par Derby lors des premiers matchs de la saison suivante, il est prêté le 13 septembre 2011 à Walsall pour un mois puis transféré à Southend United au mois de janvier suivant.